# Artiom Mikojan
Artiom Iwanowicz Mikojan (orm. Անուշավան Հովհաննեսի Միկոյան, ros. Артём Иванович Микоян, właśc. Anuszawan Owanesowicz Mikojan; ur. 23 lipca?/5 sierpnia 1905 w Sanahin, zm. 9 grudnia 1970 w Moskwie) – radziecki konstruktor lotniczy narodowości ormiańskiej, generał pułkownik lotnictwa, dwukrotny Bohater Pracy Socjalistycznej (1956 i 1957), brat Anastasa Mikojana.

## Życiorys
Od 1918 mieszkał w Tyflisie, od 1923 w Rostowie nad Donem, od 1925 członek partii komunistycznej. Od grudnia 1928 do 1930 i ponownie od 1931 w Armii Czerwonej. W 1931 wstąpił do Akademii Wojsk Lotniczych, którą ukończył z wyróżnieniem w 1937. W tym samym roku został asystentem w biurze Nikołaja Polikarpowa. W 1939 utworzył z Michaiłem Guriewiczem oddzielne biuro projektowe, nazwane MiG, z którego (także po śmierci Mikojana) wyszły takie konstrukcje jak MiG-1 i MiG-3, MiG-15 i MiG-17, MiG-19, MiG-21, MiG-25, MiG-29 i MiG-31 oraz MiG-23 i MiG-27. 27 października 1967 mianowany generałem-pułkownikiem służby inżynieryjno-technicznej. W latach 1950–1970 deputowany do Rady Najwyższej ZSRR od III do VIII kadencji. Pochowany na Cmentarzu Nowodziewiczym.

## Odznaczenia i nagrody
- Medal Sierp i Młot Bohatera Pracy Socjalistycznej (dwukrotnie – 20 kwietnia 1956 i 12 lipca 1957)
- Order Lenina (sześciokrotnie)
- Order Rewolucji Październikowej
- Order Czerwonego Sztandaru
- Order Wojny Ojczyźnianej I klasy
- Order Czerwonej Gwiazdy (dwukrotnie)
- Nagroda Leninowska (1962)
- Nagroda Stalinowska (sześciokrotnie – 1941, 1947, 1948, 1949, 1952 i 1953)

I medale.